# Сіверськодонецька міська публічна бібліотека
Комуна́льний за́клад «Сєвєродоне́цька міська́ публі́чна бібліоте́ка» — публічна бібліотека у м. Сєвєродонецьк Луганської області. На 1 січня 2011 року фонди бібліотеки становлять 161 877 томів, здійснено передплату на 11 журналів і газет. Бібліотекою користується 11 119 читачів.

## Історія
Бібліотека заснована 16 грудня 1961 року. У 1961 році на організацію бібліотеки було виділено 1 000 рублів. Було придбано 1 070 примірників книг та передплачено періодичні видання на наступний рік. Перша бібліотека міста знаходилася на вулиці Поштовій (нині проспект Хіміків). На початку 1960-их бібліотека знаходилася у невеликому приміщенні 50 м², мала 2 співробітника, а фонди налічували близько 5 тисяч томів.
У 1964 році бібліотека отримала нове приміщення. Відкрилося кілька філій по місту. У 1969 році бібліотека отримала звання «Бібліотека відмінної роботи».
У 1975 році відбулася централізація мережі державних масових бібліотек. З цього часу бібліотека стала Центральною міською бібліотекою централізованої бібліотечної системи (ЦБС) м. Сєвєродонецька. Крім неї у складі ЦБС було 11 філій. Остання філія була відкрита за адресою вул. Курчатова, 17.
До 1985 року директором бібліотеки була Нестерова Аза Володимирівна.
У 1996 році відбулася децентралізація бібліотечної мережі. Внаслідок об'єднання двох філій була утворена Центральна міська бібліотека для юнацтва з книжковим фондом понад 50 тис. примірників, яка обслуговувала понад 6 тисяч читачів на рік. При ній була відкрита Молодіжна скаутська організація «Пласт», студія англійської мови та дитяча студія «Віконечко».
Співпрацюючи з Сєвєродонецькою телерадіокомпанією «СТВ» у 1995-1996 роках був відзнятий цикл інформаційних оглядів, телепередач, організовані телевікторини з популярізації книг з української етнографії, історії та культури. У 1996 році був створений відділ мистецтв, в якому виставляються праці міських художників та майстрів декоративно-прикладного мистецтва.
У 1997 році рішенням міського виконавчого комітету була проведена наступна реорганізація міської бібліотечної системи. Внаслідок цього в місті залишилося три центральні бібліотеки: Центральна міська бібліотека для дорослих, Центральна міська бібліотека для юнацтва, Центральна міська бібліотека для дітей, і три філії в селищах Борівське, Воєводівка, Сиротине. У мережу міських масових бібліотек увійшла також бібліотека при Міському палаці культури (раніше ДК Будівельників), яка була передана у комунальну власність міста в 1993 році. Штат бібліотечних працівників в трьох центральних бібліотеках та філіях становив 38 осіб.
На 2001 рік в Сєвєродонецьку працювало 117 осіб в 49 бібліотеках. Серед них: 7 державних, 2 профспілкових, 1 медична, 9 технічних, 5 при ПТУ, 20 шкільних, 2 при вузу і технікуму, 3 — інших систем і відомств. Загальна кількість бібліотечних фондів становила 2 057 264 примірника.
22 жовтня 2009 рішенням сесії Сєвєродонецької міськради № 3 490 створено комунальну установу «Сєвєродонецька міська публічна бібліотека» шляхом виділення з відділу культури Сєвєродонецької міськради його структурного підрозділу «Центральна міська бібліотека для дорослих».
У травні 2011 року було відкрита сайт бібліотеки. В цьому ж році сайт взяв участь у конкурсі на найкращий сайт бібліотеки у розділі «Найкращий сайт районної/міської централізованої бібліотечної системи (ЦБС)»

## Відділи бібліотеки
У бібліотеці працюють: відділ абонемента, відділ інформаційного сервісу та дозвілля, довідково-бібліографічна служба, відділ інформаційно-комп'ютерних послуг, центр доступу до Інтернету.